# Nazionale maschile di cricket della Scozia
La nazionale di cricket della Scozia è la selezione nazionale che rappresenta la Scozia nel gioco del cricket. Attualmente è una delle nazionali non test status più forti del mondo.

## Storia

### Le origini
Il cricket arrivò in Scozia dalla vicina Inghilterra e la prima partita registrata si svolse ad Alloa nel 1785, tra due squadre aristocratiche: l'XI del Duca di Athol contro l'XI del Colonnello Talbot. Verso la metà del XIX secolo che lo sviluppo del cricket scozzese cominciò a prendere piede. Nel 1849, una squadra inglese visitò la Scozia, suscitando un notevole aumento dell'interesse per il gioco e portando alla fondazione di diversi club di cricket. Questo incontro fu la prima partita internazionale in assoluto per una squadra scozzese, composta da 22 giocatori, che si confrontò con gli inglesi a Edimburgo. Durante il secondo inning dell'Inghilterra, Charles Lawrence ottenne tutti i wicket per la Scozia.
La prima partita ufficiale della squadra scozzese risale al 1846, quando affrontò il Perth. La prima partita internazionale completa della Scozia si disputò nel 1865 al The Oval di Londra contro il Surrey, e la Scozia vinse con un margine di 172 punti. Successivamente, però, la squadra scozzese fu sconfitta dal Marylebone Cricket Club.
Nel 1874, la Scozia riuscì a vincere contro il Marylebone Cricket Club (MCC) al Lord's. Nel 1878, l'Australia visitò la Scozia durante il suo primo tour delle isole britanniche e incontrò una selezione della Scozia occidentale a Glasgow. Nel 1879 fu fondata la prima associazione di cricket scozzese, la Scottish Cricket Union (SCU), che però durò solo quattro anni a causa di problemi finanziari e della diminuzione del numero di membri. Nel 1880, la Scozia ospitò l'Australia a Edimburgo, ma perse la partita con un margine di otto wicket mentre, nel 1882, la squadra scozzese sconfisse l'Australia con sette wicket.

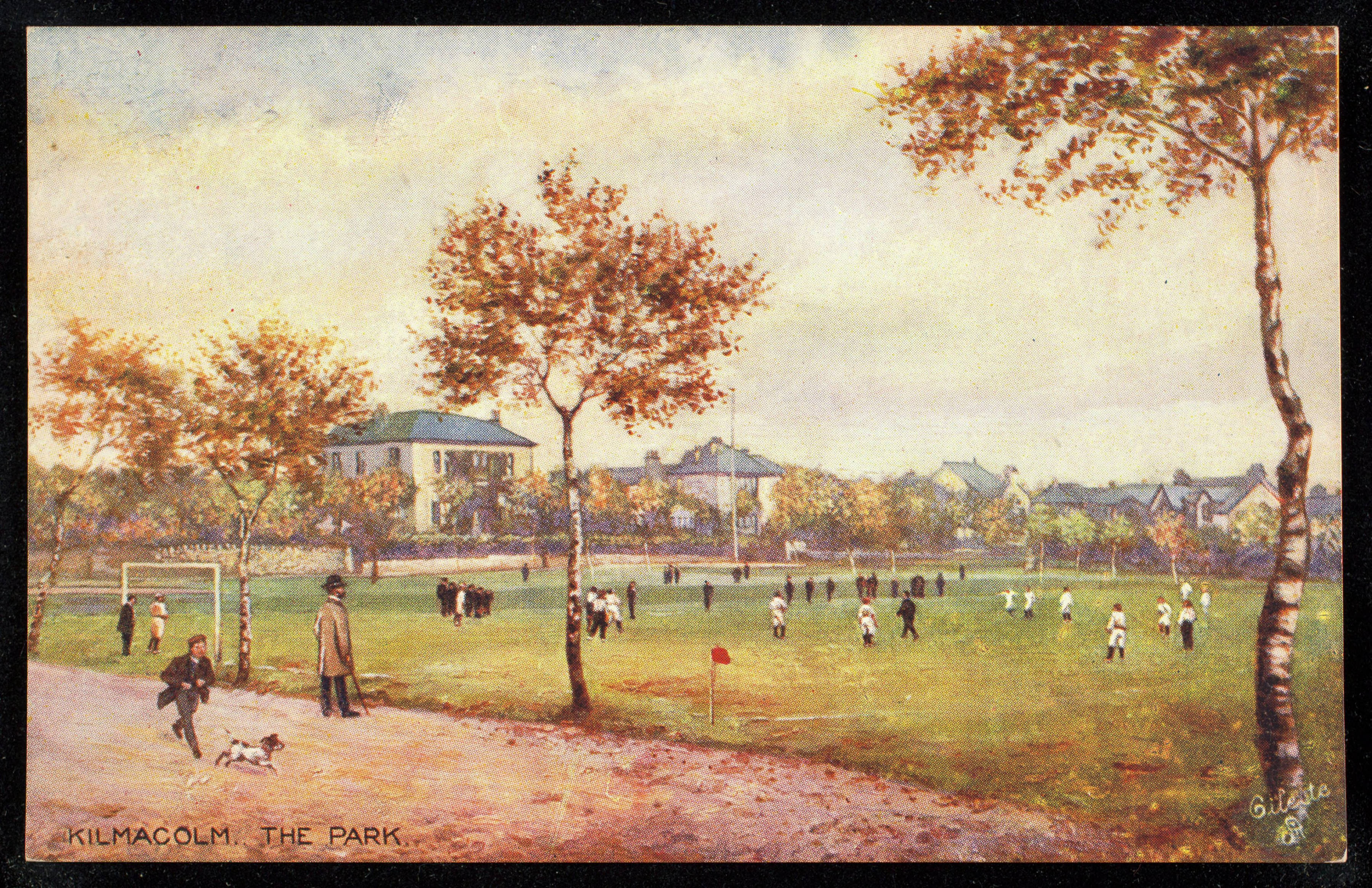
Partita di cricket al Birkmyre Park, Kilmacolm, 1903

Prima che la Scozia diventasse un membro indipendente dell'International Cricket Council (ICC), i giocatori e le squadre scozzesi, come accaduto per l'Irlanda, erano rappresentati dall'associazione inglese. Molti giocatori scozzesi guadagnarono somme considerevoli giocando per altre squadre, in particolare per la squadra nazionale di cricket inglese. Tra questi, spicca Sir Arthur Conan Doyle, l'autore della serie di Sherlock Holmes, che fece parte della squadra inglese nel 1891.

### Il novecento
Dopo lo scioglimento della Scottish Cricket Union, il Grange Cricket Club assunse la gestione del cricket in Scozia fino al 1909. La prima partita contro l'Irlanda si disputò a Dublino nel 1888, e fu vinta dai padroni di casa. Successivamente, gli scozzesi affrontarono per la prima volta il Sudafrica nel 1894, le Indie occidentali nel 1906, una squadra composta interamente da giocatori indiani nel 1911 e la Nuova Zelanda nel 1927. Nel 1908 fu fondata nuovamente la Scottish Cricket Union, e a partire da quel momento le partite annuali di prima classe contro l'Irlanda divennero un appuntamento fisso nel calendario del cricket scozzese.
Nel 1948, dopo la conclusione dell'Ashes Tour in Inghilterra, l'Australia visitò la Scozia per disputare due partite. Entrambe le partite, vinte dall'Australia, segnarono le ultime apparizioni internazionali per Donald Bradman. Il leggendario battitore contribuì con 123 punti nel suo inning alla vittoria dell'Australia. Nel 1954, la Scozia incontrò il Pakistan per la prima volta a Edimburgo.
Uno degli sviluppi più significativi per il cricket scozzese dopo la Seconda Guerra Mondiale fu la sua integrazione nelle competizioni nazionali di cricket inglesi. In quel periodo, le nazioni non Test, come Irlanda, Scozia e Paesi Bassi, gareggiarono soprattutto con lo Sri Lanka per il titolo di miglior nazione non Test. Questi paesi ricevettero occasionalmente inviti a partecipare a competizioni per club della contea inglese, tra cui la Benson & Hedges Cup e il Friends Provident Trophy. Poiché non esistevano restrizioni sulla nazionalità in queste competizioni, anche i giocatori non scozzesi potevano rappresentare la squadra scozzese.

### Ammissione nell'ICC
A parte le partite contro squadre in tournée, come Australia, Australia 'A' o Nuova Zelanda, e gli occasionali confronti con le contee inglesi di prima classe o il Marylebone Cricket Club (MCC), la Scozia ha giocato una partita di prima classe contro l'Irlanda quasi ogni anno a partire dal 1909. Fino all'inizio degli anni '90, la Scozia (come l'Irlanda) era rappresentata dall'Inghilterra, che rappresentava effettivamente l'intero Regno Unito e la Repubblica d'Irlanda.
Nel 1992, la Scozia si ritirò dall'allora English Test and County Cricket Board e presentò una domanda per l'adesione indipendente all'International Cricket Council (ICC), che fu accolta nel 1994, un anno dopo rispetto all'Irlanda. Sempre nel 1992, la Scozia intraprese il suo primo tour all'estero, visitando il Sudafrica, in particolare Johannesburg e Pretoria. Un secondo tour in Sudafrica seguì nel 1994, questa volta a Città del Capo.

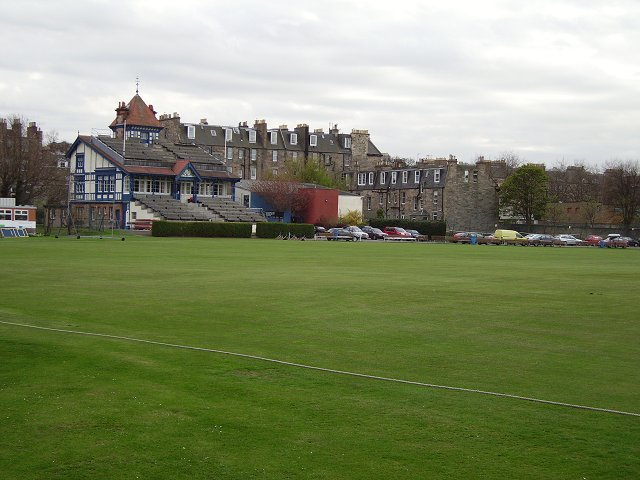
Il Grange Club, lo stadio di casa della Scozia a Glasgow. Durante la Coppa del mondo di cricket del 1999, la Scozia ha giocato qui due partite

Nel 1996, la Scozia partecipò per la prima volta al Campionato europeo di Cricket. Nel 1997, la squadra partecipò al Trofeo ICC, raggiungendo le semifinali, vincendo la partita per il terzo posto contro l'Irlanda e qualificandosi per la Coppa del Mondo di Cricket del 1999. Nel 1998, la Scozia prese parte al torneo di cricket dei Giochi del Commonwealth a Kuala Lumpur, in Malesia, ma fu eliminata, chiudendo all'ultimo posto del proprio gruppo.
Nel 1999, la Scozia non ebbe successo ai Mondiali, venendo eliminata nel turno preliminare dopo aver perso contro Australia, Pakistan, Bangladesh, Indie Occidentali e Nuova Zelanda. Tuttavia, le due partite preliminari contro Bangladesh e Nuova Zelanda si giocarono davanti al pubblico di casa al Grange Club di Edimburgo.

### Gli inizi del 2000
Nel 2001, l'associazione di cricket scozzese fu ribattezzata Cricket Scotland, accompagnata da un processo di riforma strutturale. Durante il Trofeo ICC del 2001, la Scozia perse la partita decisiva contro il Canada, non riuscendo così a qualificarsi per la Coppa del Mondo del 2003 in Sud Africa.
Nel 2004, la Scozia si affermò come una delle principali nazioni associate, vincendo la Coppa Intercontinentale inaugurale. Nel 2005 la squadra scozzese fallì le aspettative e non riuscì a raggiungere la fase finale del torneo. Nell'ICC Trophy 2005, la squadra scozzese conquistò il titolo, prevalendo in finale contro l'Irlanda ospitante, e riuscì a qualificarsi nuovamente per la Coppa del Mondo di cricket.
Nel marzo 2006, la Scozia intraprese un tour alle Barbados, dove si comportò bene, sebbene vinse solo una partita su sei contro i padroni di casa. Dougie Brown, in particolare, si distinse per il suo contributo alla prestazione della Scozia, dopo essere stato convocato nuovamente nella squadra nazionale per la prima volta dal 2004.

### Ottenimento dello status ODI
Nel giugno dello stesso anno, la Scozia disputò il suo primo incontro di One Day International (ODI) dalla Coppa del Mondo di cricket 1999, ospitando il Pakistan a Edimburgo. Nella partita, che gli scozzesi dovettero giocare senza i due giocatori chiave Dougie Brown e Navdeep Poonia, la squadra subì una sconfitta per cinque wicket. Nel mese di agosto 2006, la Scozia partecipò alla prima divisione del Campionato Europeo di cricket, affrontando Danimarca, Italia, Irlanda e Paesi Bassi. Le partite contro Irlanda e Paesi Bassi avevano lo status di ODI. La Scozia ottenne la sua prima vittoria contro l'Olanda, in una partita abbreviata a causa della pioggia. Tuttavia, in alcune gare la squadra dovette fare a meno di giocatori importanti, e dopo la sconfitta contro l'Irlanda per 85 punti, la Scozia concluse il torneo al secondo posto.
Nel 2006 e nella primavera del 2007, la Scozia partecipò alla terza edizione della Coppa Intercontinentale. La squadra sconfisse la Namibia con un'inning nel maggio 2006, ma, dopo aver pareggiato contro l'Irlanda ad agosto e con gli Emirati Arabi Uniti nel gennaio 2007, non riuscì a qualificarsi per la finale. Nel dicembre 2006, la nazionale scozzese visitò il Bangladesh, nazione di status Test, per disputare due ODI, le prime partite ufficiali fuori dal Regno Unito, ma subì due sconfitte pesanti.
Nel gennaio 2007, dopo aver affrontato gli Emirati Arabi Uniti nella Coppa Intercontinentale a Sharjah, la Scozia visitò il Kenya per partecipare alla Associates Triangular Series a Mombasa, dove sfidò i padroni di casa e il Canada. La squadra scozzese concluse il torneo al secondo posto. Successivamente, a Nairobi, la Scozia prese parte alla Division One della World Cricket League, concludendo anche questa competizione al secondo posto.

### Affermazione nel panorama mondiale
Nel 2007, la squadra scozzese si recò nei Caraibi per la sua seconda partecipazione alla Coppa del Mondo. Durante la fase preliminare, la Scozia perse contro Australia, Sud Africa e Paesi Bassi, risultando così eliminata dal turno successivo. Ritornata nel Regno Unito, la Scozia partecipò al Friends Provident Trophy, dove ottenne una sola vittoria contro il Lancashire.
Nel mese di luglio, la Scozia prese parte alla Quadrangular Series in Irlanda, affrontando i padroni di casa, i Paesi Bassi e le Indie Occidentali. Tuttavia, il torneo si rivelò deludente, con sconfitte in entrambe le partite contro l'Irlanda e le Indie Occidentali. Ad agosto, durante la Coppa Intercontinentale, gli scozzesi ottennero una vittoria contro l'Olanda con un inning e 59 punti. La partita contro l'Irlanda, interrotta dalla pioggia, si concluse in pareggio, con solo tre punti assegnati per la scarsa prestazione nel primo inning. A metà mese, l'India fu l'avversario successivo della Scozia in un incontro ODI a Titwood, Glasgow, trasmesso in diretta dalla BBC Scotland. Il match, ridotto a 46 over a causa di alcuni acquazzoni, si concluse con la vittoria dell'India per sette wicket.
La Scozia raggiunse la finale della World Cricket League 2007-2009, qualificandosi così per la prima edizione del World Twenty20, che si svolse nel 2007 in Sud Africa. In quel torneo, la squadra perse la sua prima partita contro il Pakistan con un margine di 51 punti, mentre il match contro l'India fu annullato a causa della pioggia, portando alla eliminazione dal torneo.
Nel luglio 2008, la Scozia ospitò l'Associate Tri-Series ad Aberdeen, un torneo che comprendeva anche Irlanda e Nuova Zelanda. I padroni di casa sconfissero l'Irlanda, ma persero contro la Nuova Zelanda. Alla fine di luglio, la Scozia partecipò al Campionato Europeo di Cricket (Divisione Uno) in Irlanda, dove concluse nuovamente al secondo posto, dopo aver perso per sette wicket nella partita decisiva contro i padroni di casa. All'inizio di agosto, la Scozia prese parte alle qualificazioni mondiali del Twenty20 2008 a Belfast, insieme ad altri cinque membri associati. Nonostante una sconfitta iniziale contro l'Irlanda, la Scozia raggiunse le semifinali dopo aver vinto contro le Bermuda. Nella semifinale, la squadra perse contro l'Olanda, ma si riscattò vincendo la partita per il terzo posto contro il Kenya con un margine di nove wicket. Grazie a questo risultato e alla decisione dello Zimbabwe di ritirarsi, la Scozia si qualificò per il World Twenty20 2009.
Il 18 agosto, la Scozia disputò il suo primo ODI contro l'Inghilterra al Grange Cricket Club di Edimburgo. La partita dovette essere interrotta dopo soli tre over dell'inning dell'Inghilterra a causa della pioggia, dopo che la Scozia aveva totalizzato 156/9 nel proprio inning.
Nella qualificazione alla Coppa del Mondo 2009, la Scozia non riuscì a superare la fase del Super 8 e concluse al sesto posto, mancando così la qualificazione per la Coppa del Mondo di cricket 2011. Grazie al buon gioco espresso la nazionale scozzese riuscì ad ottenere lo status di ODI, garantendo la partecipazione a future competizioni internazionali.
Dal 2010 al 2013, la Scozia partecipò come Scottish Saltiers allo Yorkshire Bank 40, una competizione per club delle contee inglesi, ma si classificò ultima nel proprio girone in tutte e quattro le edizioni del torneo. Nel 2010, la Scozia partecipò anche alle qualificazioni per il World Twenty20 2010 negli Emirati Arabi Uniti, competendo per un posto nel torneo che si sarebbe svolto nelle Indie Occidentali.
La partecipazione della Scozia alla Coppa Intercontinentale 2009-2010, invece, ebbe maggior successo, con la squadra che raggiunse la finale contro l'Afghanistan al Dubai International Cricket Stadium, recentemente inaugurato. La finale, disputata su quattro giorni come una partita di prima classe con due inning per squadra, vide l'Afghanistan prevalere con una vittoria di sette wicket.

### Le vittorie contro le nazioni test
Nel corso delle qualificazioni per il World Twenty20 del 2010, 2012 e 2014, la Scozia non è riuscita a qualificarsi per il torneo, concludendo la fase di qualificazione senza ottenere il passaggio alla competizione principale. Nel luglio del 2012, la squadra ha ottenuto la sua prima vittoria contro una nazione Test, sconfiggendo il Bangladesh nell'unico incontro di T20I disputato durante il tour in Irlanda e Paesi Bassi. Nell'agosto del 2014, la Scozia ha ospitato la Nuova Zelanda A al Cambusdoon New Ground di Ayr per tre partite. Nella prima sfida, Grant Elliott e il capitano BJ Watling hanno realizzato secoli, contribuendo alla vittoria della Nuova Zelanda A con un margine di 199 punti. La Scozia ha concesso quasi 150 punti negli ultimi dieci over. Successivamente, la squadra ha visitato l'Irlanda per tre incontri ODI, perdendo la serie per 1–2.
Per qualificarsi alla Coppa del Mondo di cricket 2015, la Scozia ha partecipato al campionato ICC World Cricket League, ottenendo il quinto posto. Nonostante ciò, la squadra ha vinto il torneo finale di qualificazione, riuscendo così a ottenere il pass per il torneo principale. Alla Coppa del Mondo 2015, che si è svolta in Australia e Nuova Zelanda, la Scozia è stata eliminata nella fase preliminare, dopo aver subito sconfitte contro Nuova Zelanda, Inghilterra, Afghanistan, Bangladesh, Sri Lanka e Australia.
In occasione delle qualificazioni per il World Twenty20 2016, tenutesi in casa, la Scozia si è nuovamente qualificata per il torneo indiano. La nazionale del Cardo è stata eliminata nella fase preliminare, dopo aver perso contro Afghanistan e Zimbabwe, nonostante una vittoria storica contro Hong Kong. Successivamente, la squadra ha ospitato l'Afghanistan a Edimburgo per due partite ODI, ma ha perso la serie con un punteggio di 0-1.
Nel gennaio del 2017, la Scozia ha partecipato alla Desert T20 Challenge, vincendo tutte le partite del girone, ma venendo eliminata in semifinale dall'Irlanda. Nello stesso anno, la squadra ha ospitato lo Zimbabwe per due partite ODI, e nella prima partita della serie, la Scozia ha ottenuto la sua prima vittoria ODI contro una nazione Test.
Nel 2018, durante le qualificazioni per la Coppa del Mondo di cricket 2019, la Scozia ha avuto un buon inizio, ma dopo aver perso le ultime due partite contro Irlanda e Indie Occidentali, non è riuscita a qualificarsi per il torneo. Nello stesso anno, la squadra ha ottenuto la sua seconda vittoria ODI contro una nazione membro a pieno titolo dell'ICC, sconfiggendo l'Inghilterra in una partita del 10 giugno 2018, conquistando così la sua prima vittoria contro la squadra inglese.
Nel 2019, la Scozia ha ospitato la Tri-Nation Series ad Aberdeen, un torneo parte delle qualificazioni per la Coppa del Mondo di cricket 2023 in India. La squadra ha vinto il torneo, prevalendo su Oman e Papua Nuova Guinea.

### Gli anni dopo la COVID-19
Alla Coppa del Mondo T20 2021, che si è svolta in Oman e negli Emirati Arabi Uniti, la Scozia ha ottenuto una sorprendente vittoria contro il Bangladesh nella sua partita di apertura. Successivamente, ha sconfitto anche Papua Nuova Guinea e Oman, qualificandosi per la prima volta al turno successivo, il Super 12. Tuttavia, in questa fase, la squadra ha subito sconfitte in tutte le partite contro Afghanistan, Namibia, Nuova Zelanda, India e Pakistan, venendo eliminata dal torneo ma garantendosi la qualificazione automatica per la Coppa del Mondo T20 del 2022 in Australia. Nel turno preliminare del mondiale, la Scozia ha ottenuto la sua prima vittoria contro le Indie Occidentali, sconfiggendole con un margine di 42 punti dopo aver eliminato l'avversario per 118. Tuttavia, la squadra è stata successivamente sconfitta da Irlanda e Zimbabwe, venendo eliminata dalla competizione.
Nel novembre 2021, la Scozia è stata annunciata come co-ospite della Coppa del Mondo di cricket T20 2030, insieme a Inghilterra e Irlanda.
Dopo aver completato tutte le Tri-Nation Series, la Scozia ha vinto la Cricket World Cup League 2 2019-2023, guadagnandosi un posto nelle qualificazioni per la Coppa del Mondo di cricket 2023 e assicurandosi anche la partecipazione alla Cricket World Cup League 2 2023-2027, garantendo così l'accesso per la Coppa del Mondo di cricket 2027. Nelle qualificazioni per la Coppa del Mondo 2023, la Scozia ha concluso al terzo posto, mancando di poco la qualificazione al torneo principale in India. Tra le sue vittorie, spicca la prima vittoria ODI contro le Indie Occidentali, segnando una pietra miliare per la squadra.
Nel mese successivo, la Scozia ha ottenuto la qualificazione per la Coppa del Mondo T20 2024, che si terrà nelle Indie Occidentali e negli Stati Uniti. Durante il torneo, la prima partita contro l'Inghilterra è stata sospesa a causa della pioggia, nonostante un inizio promettente da parte degli scozzesi. Successivamente, la squadra ha ottenuto la sua prima vittoria T20I contro la Namibia, vincendo con cinque wicket, e ha superato anche l'Oman con un margine di sette wicket. Dopo una sconfitta di misura contro l'Australia (per cinque wicket), la Scozia è stata eliminata dal torneo, a causa di un tasso di esecuzione netto inferiore a quello dell'Inghilterra.
Nell'estate del 2025 la Scozia partecipa alle finali europee di qualificazioni per la Coppa del Mondo T20 maschile di cricket 2026 allo Sportpark Westvliet di Voorburgn, nei Paesi Bassi, dal 5 all'11 di luglio. La nazione scozzese giocò uno dei peggiori tornei della sua storia recente, perdendo contro l'Italia e Jersey, chiudendo al quarto posto il girone e non qualificandosi per i mondiali T20 per la prima volta dal 2014

## Simboli
Nel cricket ODI e T20I, i giocatori scozzesi indossano maglie blu scuro con accenti bianchi e pantaloncini blu. I giocatori in campo portano un berretto da baseball blu scuro o un cappello da sole blu scuro, mentre i caschi dei battitori sono anch'essi blu scuro. Durante i tornei ufficiali dell'ICC, il logo dello sponsor è visibile sulla manica destra e la scritta "SCOTLAND" appare sul davanti della maglia.

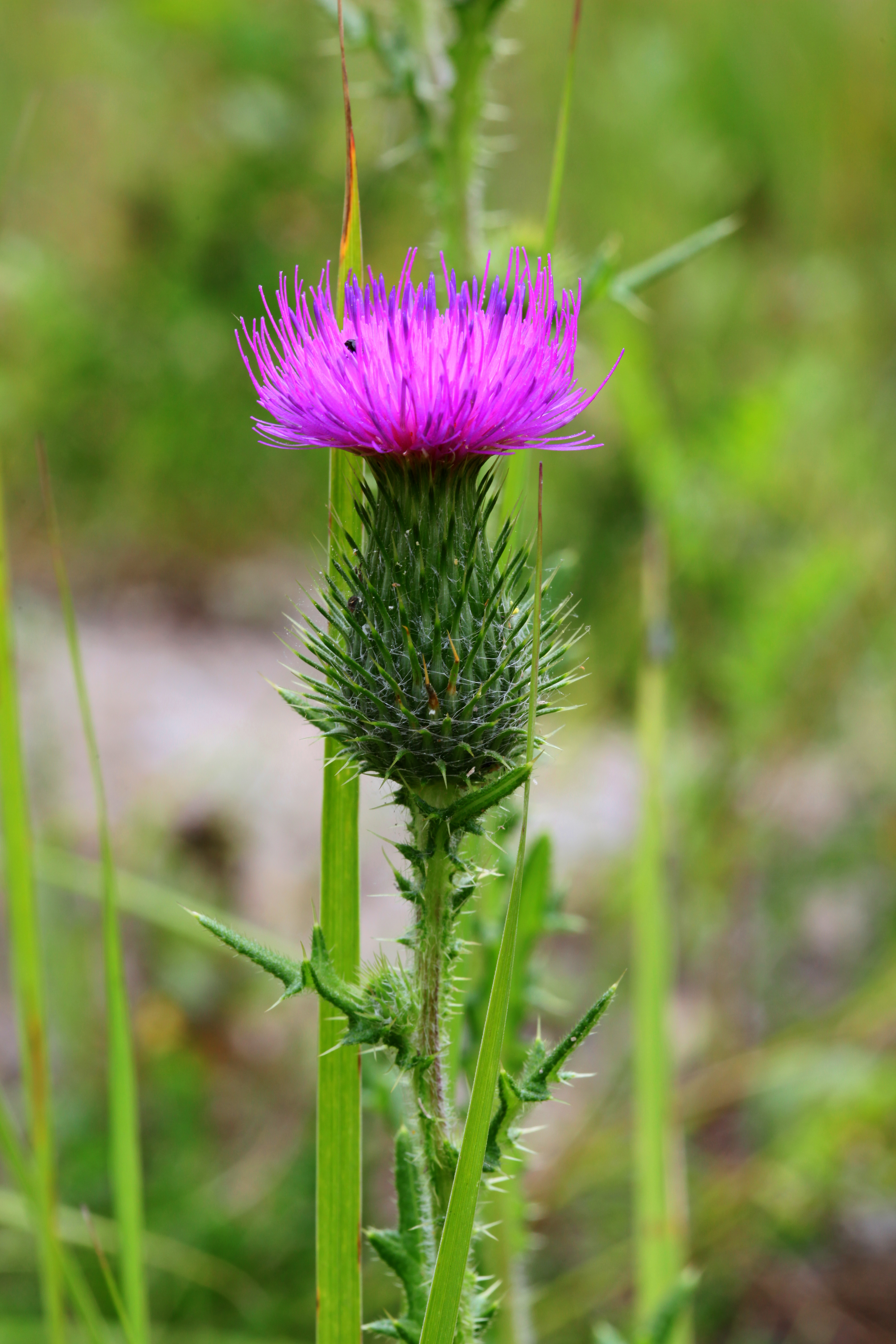
Il cardo, simbolo nazionale scozzese

Il cardo, pianta nazionale della Scozia, è anche il simbolo della squadra nazionale. Secondo una leggenda, il "cardo protettivo" giocò un ruolo fondamentale nella difesa della Scozia contro gli attacchi notturni dei vichinghi, quando uno di essi calpestò un cardo a piedi nudi, e il suo grido di dolore allertò i difensori scozzesi. Lo slogan latino Nemo me impune lacessit (in italiano: "Nessuno mi provoca impunemente") era il motto dei monarchi scozzesi ed è ancora il motto dell'Ordine del Cardo e delle Guardie scozzesi.
La canzone Flower of Scotland funge da inno non ufficiale della Scozia. Composta nel 1967 da Roy Williamson, membro fondatore della band The Corries, è stata adottata dalla squadra nazionale al posto di God Save the King a partire dagli anni '90.

## La rivalità con l'Irlanda
La Scozia ha un'intensa rivalità con l'Irlanda, una competizione che affonda le sue radici nelle tradizioni celtiche comuni delle due nazioni e che è caratterizzata da numerosi episodi particolari nel corso degli anni. Questa rivalità è ulteriormente alimentata dalla reciproca immigrazione avvenuta nei secoli XIX e XX, che ha contribuito a rafforzare i legami e le tensioni tra i due popoli.
Dei 21 incontri ODI disputati fino ad oggi, la Scozia ne ha vinti cinque, mentre l'Irlanda ha prevalso in 15, con un pareggio. Nel formato T20I, le due squadre si sono affrontate 16 volte, con la Scozia che ha vinto quattro partite, mentre l'Irlanda ne ha vinte nove, con un pareggio e due pareggi tecnici.
Le squadre non si sono ancora incontrate ai Mondiali di cricket, ma si sono confrontate una volta ai Mondiali T20 nel 2022, con la vittoria dell'Irlanda.

## Albo d'oro

### Coppa del Mondo di cricket
| Anno   | Round           | Pos.            | GP              | W               | L               | T               | NR              |
| ------ | --------------- | --------------- | --------------- | --------------- | --------------- | --------------- | --------------- |
| 1975   | Non eleggibile  | Non eleggibile  | Non eleggibile  | Non eleggibile  | Non eleggibile  | Non eleggibile  | Non eleggibile  |
| 1979   | Non eleggibile  | Non eleggibile  | Non eleggibile  | Non eleggibile  | Non eleggibile  | Non eleggibile  | Non eleggibile  |
| 1983   | Non eleggibile  | Non eleggibile  | Non eleggibile  | Non eleggibile  | Non eleggibile  | Non eleggibile  | Non eleggibile  |
| 1987   | Non eleggibile  | Non eleggibile  | Non eleggibile  | Non eleggibile  | Non eleggibile  | Non eleggibile  | Non eleggibile  |
| 1992   | Non eleggibile  | Non eleggibile  | Non eleggibile  | Non eleggibile  | Non eleggibile  | Non eleggibile  | Non eleggibile  |
| 1996   | Non eleggibile  | Non eleggibile  | Non eleggibile  | Non eleggibile  | Non eleggibile  | Non eleggibile  | Non eleggibile  |
| 1999   | Gironi          | 12/12           | 5               | 0               | 5               | 0               | 0               |
| 2003   | Non qualificata | Non qualificata | Non qualificata | Non qualificata | Non qualificata | Non qualificata | Non qualificata |
| 2007   | Gironi          | 15/16           | 3               | 0               | 3               | 0               | 0               |
| 2011   | Non qualificata | Non qualificata | Non qualificata | Non qualificata | Non qualificata | Non qualificata | Non qualificata |
| 2015   | Gironi          | 14/14           | 6               | 0               | 6               | 0               | 0               |
| 2019   | Non qualificata | Non qualificata | Non qualificata | Non qualificata | Non qualificata | Non qualificata | Non qualificata |
| 2023   | Non qualificata | Non qualificata | Non qualificata | Non qualificata | Non qualificata | Non qualificata | Non qualificata |
| Totale | Totale          | Totale          | 14              | 0               | 14              | 0               | 0               |

### Coppa del Mondo T20 maschile di cricket
| Anno   | Round           | Pos.            | GP              | W               | L               | T               | NR              |
| ------ | --------------- | --------------- | --------------- | --------------- | --------------- | --------------- | --------------- |
| 2007   | Gironi          | 10/12           | 2               | 0               | 1               | 0               | 1               |
| 2009   | Gironi          | 12/12           | 2               | 0               | 2               | 0               | 0               |
| 2010   | Non qualificata | Non qualificata | Non qualificata | Non qualificata | Non qualificata | Non qualificata | Non qualificata |
| 2012   | Non qualificata | Non qualificata | Non qualificata | Non qualificata | Non qualificata | Non qualificata | Non qualificata |
| 2014   | Non qualificata | Non qualificata | Non qualificata | Non qualificata | Non qualificata | Non qualificata | Non qualificata |
| 2016   | Gironi          | 14/16           | 3               | 1               | 2               | 0               | 0               |
| 2021   | Super 12        | 12/16           | 8               | 3               | 5               | 0               | 0               |
| 2022   | Gironi          | 12/16           | 3               | 1               | 2               | 0               | 0               |
| 2024   | Gironi          | 9/20            | 4               | 2               | 1               | 0               | 1               |
| 2026   | Non qualificata | Non qualificata | Non qualificata | Non qualificata | Non qualificata | Non qualificata | Non qualificata |
| Totale | Totale          | Totale          | 22              | 7               | 13              | 0               | 2               |

### Giochi olimpici
| Anno        | Round    | Pos.   | GP | W | L | T | NR |
| ----------- | -------- | ------ | -- | - | - | - | -- |
| Parigi 1900 | Campione | 1º     | 1  | 1 | 0 | 0 | 0  |
| Totale      | Totale   | Totale | 1  | 1 | 0 | 0 | 0  |

## Statistiche
Partite internazionali – Scozia
Aggiornato all'11 luglio 2025.
| Record                  |     |    |    |   |      |
| Format                  | M   | W  | L  | T | D/NR |
| One-Day Internationals  | 173 | 80 | 84 | 1 | 9    |
| Twenty20 Internationals | 109 | 49 | 55 | 1 | 4    |

### ODI
Aggiornato al 12 giugno 2025 
| Nazionale            | P               | W               | L               | T               | NR              |
| vs Full Members      | vs Full Members | vs Full Members | vs Full Members | vs Full Members | vs Full Members |
| -------------------- | --------------- | --------------- | --------------- | --------------- | --------------- |
| Afghanistan          | 13              | 4               | 8               | 0               | 1               |
| Australia            | 5               | 0               | 5               | 0               | 0               |
| Bangladesh           | 4               | 0               | 4               | 0               | 0               |
| India                | 1               | 0               | 1               | 0               | 0               |
| Indie Occidentali    | 4               | 1               | 3               | 0               | 0               |
| Inghilterra          | 5               | 1               | 3               | 0               | 1               |
| Irlanda              | 21              | 5               | 15              | 0               | 1               |
| Nuova Zelanda        | 4               | 0               | 4               | 0               | 0               |
| Pakistan             | 3               | 0               | 3               | 0               | 0               |
| Sudafrica            | 1               | 0               | 1               | 0               | 0               |
| Sri Lanka            | 4               | 0               | 4               | 0               | 0               |
| Zimbabwe             | 4               | 2               | 1               | 1               | 0               |
| vs Associate Members |                 |                 |                 |                 |                 |
| Bermuda              | 1               | 0               | 1               | 0               | 0               |
| Canada               | 11              | 7               | 4               | 0               | 0               |
| Emirati Arabi Uniti  | 17              | 12              | 5               | 0               | 0               |
| Hong Kong            | 5               | 2               | 2               | 0               | 1               |
| Kenya                | 9               | 5               | 3               | 0               | 1               |
| Namibia              | 8               | 7               | 1               | 0               | 0               |
| Nepal                | 10              | 4               | 5               | 0               | 1               |
| Oman                 | 9               | 6               | 1               | 0               | 2               |
| Paesi Bassi          | 16              | 9               | 6               | 0               | 1               |
| Papua Nuova Guinea   | 10              | 9               | 1               | 0               | 0               |
| Stati Uniti          | 8               | 5               | 3               | 0               | 0               |
| Totale               | 173             | 80              | 84              | 1               | 9               |

### T20
Aggiornato all'11 luglio 2025 
| Nazionale            | P               | W               | L               | T               | NR              |
| vs Full Members      | vs Full Members | vs Full Members | vs Full Members | vs Full Members | vs Full Members |
| -------------------- | --------------- | --------------- | --------------- | --------------- | --------------- |
| Afghanistan          | 7               | 0               | 7               | 0               | 0               |
| Australia            | 4               | 0               | 4               | 0               | 0               |
| Bangladesh           | 2               | 2               | 0               | 0               | 0               |
| India                | 2               | 0               | 1               | 0               | 1               |
| Indie Occidentali    | 1               | 1               | 0               | 0               | 0               |
| Inghilterra          | 1               | 0               | 0               | 0               | 1               |
| Irlanda              | 16              | 4               | 9               | 1               | 2               |
| Nuova Zelanda        | 4               | 0               | 4               | 0               | 0               |
| Pakistan             | 4               | 0               | 4               | 0               | 0               |
| Sudafrica            | 1               | 0               | 1               | 0               | 0               |
| Zimbabwe             | 5               | 1               | 4               | 0               | 0               |
| vs Associate Members |                 |                 |                 |                 |                 |
| Austria              | 1               | 1               | 0               | 0               | 0               |
| Bermuda              | 2               | 2               | 0               | 0               | 0               |
| Canada               | 1               | 1               | 0               | 0               | 0               |
| Danimarca            | 1               | 1               | 0               | 0               | 0               |
| Germania             | 1               | 1               | 0               | 0               | 0               |
| Emirati Arabi Uniti  | 6               | 4               | 2               | 0               | 0               |
| Hong Kong            | 5               | 4               | 1               | 0               | 0               |
| Italia               | 2               | 1               | 1               | 0               | 0               |
| Jersey               | 2               | 1               | 1               | 0               | 0               |
| Kenya                | 8               | 5               | 3               | 0               | 0               |
| Namibia              | 4               | 1               | 3               | 0               | 0               |
| Nepal                | 1               | 1               | 0               | 0               | 0               |
| Oman                 | 5               | 5               | 0               | 0               | 0               |
| Paesi Bassi          | 18              | 10              | 8               | 0               | 0               |
| Papua Nuova Guinea   | 3               | 3               | 0               | 0               | 0               |
| Singapore            | 1               | 0               | 1               | 0               | 0               |
| Totale               | 109             | 49              | 55              | 1               | 4               |